# ليغيت (كارولاينا الشمالية)
ليغيت (بالإنجليزية: Leggett, North Carolina)‏ هي منطقة سكنية تقع في الولايات المتحدة في مقاطعة إيجكوم، كارولاينا الشمالية. يقدر عدد سكانها بـ 60 نسمة ومساحتها 1.8 كم2 ووترتفع عن سطح البحر 18 متر.